# Шахабас Каранайский
Шахабас Каранайский (авар. Гъараниса ШагьгIабас) — религиозный и общественный деятель XIX века, представитель аварского тухума Каранай. Известен как организатор исламского просвещения в регионе и деятель Кавказской войны. Переселился из Дагестана в Чечню, где основал медресе в селе Бетти-Мохк.

## Происхождение
Шахабас происходил из аварского тухума Каранай, родового села Каранай (современный Буйнакский район Дагестана), известного своей религиозной традицией и исламским просвещением.Также он имел курайшитское происхождение. 

## Биография
После разрушения села Каранай в 1844 году из-за карательных действий Российской империи, Шахабас переселился в Ведено, центр Имамата. После разрушения Ведено в 1845 году — в чеченское село Бетти-Мохк, где остался до конца жизни.
В Бетти-Мохке Шахабас основал медресе, где обучалось около 40 молодых людей. Это учебное заведение сыграло важную роль в сохранении исламских традиций среди переселенцев и местного населения.

## Семья
Женился на чеченке из местного тейпа, имел семерых сыновей и одну дочь. Сыновья: Зубаир, Гази Мухаммад, Сайгид Ахмад, Дибирасул Мухаммад, Халид, Вали Хасан и Аббас. Потомки продолжили традиции отца и расселились по разным регионам Северного Кавказа.

## Наследие
- Создание медресе — центра исламского образования.
- Вклад в сохранение и развитие исламских традиций в регионе.
- Память потомков и зиярат в Бетти-Мохке.[1]